# Fa od Xije
Fa (發) bio je kralj drevne Kine iz dinastije Xije, 16. vladar te dinastije, sin i nasljednik Gaoa. Znan je i kao Houjin (后敬).
O njemu se samom ne zna mnogo.
Tijekom proslave njegova ustoličenja, svi su se njegovi vazali okupili u njegovoj palači.
Upravo je tijekom njegove vladavine došlo do potresa kod planine Tai u Shandongu. To se navodno zbilo 1831. prije nove ere. Taj je potres prvi zabilježeni u povijesti čovječanstva.
Nakon što je Fa umro, naslijedio ga je sin Jie.